# Anthoboscus oculatus
Anthoboscus oculatus är en skalbaggsart som beskrevs av Giesbert 1992. Anthoboscus oculatus ingår i släktet Anthoboscus och familjen långhorningar. Inga underarter finns listade i Catalogue of Life.